# اردوگاه مار الیاس
اردوگاه مار الیاس (عربی: مار الياس) اردوگاه «مار الیاس» کوچک‌ترین اردوگاه پناهندگان فلسطینی در لبنان؛ با مساحت ۵ کیلومتر مربع است که در آن ۳۳۰خانواده نزدیک به ۱۶۵۰ نفر در آن زندگی می‌کنند ولی تعداد فلسطینیان ثبت نام شده در اردوگاه در دفتر ثبت «اونروا» به حدود ۶۰۰ نفر می‌رسد. این اردوگاه در سال ۱۹۵۲ توسط «دیر مار الیاس» با هدف پناه دادن پناهندگان فلسطینی در «الجلیل» در شمال فلسطین تأسیس شد. اغلب ساکنان این اردوگاه مسیحی هستند.

## ویژگی‌ها
اردوگاه مار الیاس پایتخت سیاسی اردوگاه‌های فلسطینی در لبنان است و مرکز اصلی گروه‌های فلسطینی است که در لبنان فعال هستند و دفاتر جبهه مردمی آزادیبخش فلسطین و جبهه دمکراتیک برای آزادی فلسطین و جنبش فتح و سازمان صاعقه و جبهه مردمی آزادی فلسطین فرماندهی کل و جبهه مبارزه و شورای انقلاب قرار دارد.
فضای چپ روانه بر این اردوگاه حاکم است ولی ویژگی‌اش آرامش و تأمین امنیت است و اینکه ارتش لبنان در این اردوگاه حضور ندارد.